# Clasificación para la Copa Asiática 2007
La clasificación para la Copa Asiática 2007 se desarrolló entre febrero y noviembre de 2006, con una eliminatoria previa disputada en diciembre de 2005.
Por primera vez en la historia de la competición el vigente campeón, Japón, no tuvo una plaza asegurada y participó en el torneo clasificatorio. También por primera vez hubo cuatro equipos clasificados automáticamente como locales, Indonesia, Malasia, Tailandia y Vietnam. En total, e incluyendo a estos cuatro equipos, 29 selecciones participaron en la clasificación.

## Equipos que no participaron
Acorde con la Clasificación mundial de la FIFA de noviembre de 2005, 16 equipos afiliados a la AFC no fueron incluidos en la participación de la clasificación.
- Afganistán
- Birmania
- Brunéi
- Bután
- Camboya
- Filipinas
- Guam
- Kirguistán
- Laos
- Macao
- Maldivas
- Mongolia
- Nepal
- Tayikistán
- Timor Oriental
- Turkmenistán

Un equipo más, Corea del Norte, fue excluido por la Confederación Asiática por conducta inapropiada durante la clasificatoria de la edición anterior.

## Eliminatoria previa
En diciembre de 2005, Bangladés y Pakistán disputaron una eliminatoria previa en formato de ida y vuelta, para decidir qué equipo disputaría finalmente la clasificación. La eliminatoria se debía haber disputado en un principio en noviembre de 2005, pero un terremoto ocurrido en Pakistán obligó a aplazarla.
| 22 de diciembre de 2005 | Bangladés | 0:0     | Pakistán | Estadio Nacional Bangabandhu, Dhaka |  |
|                         |           | Reporte |          |                                     |  |

| 26 de diciembre de 2005 | Pakistán | 0:1 (Global 0:1) | Bangladés  | Nacional, Karachi |  |
|                         |          | Reporte          | Mahmud 84' |                   |  |

## Sorteo
Las 24 selecciones se repartieron mediante sorteo en seis grupos de cuatro integrantes. Después de un sistema de liguilla a ida y vuelta, los dos primero clasificados de cada grupo conseguirían las 12 plazas finales para la Copa Asiática.
Sri Lanka se retiró antes de efectuar el torneo, por lo que fue sustituida por Pakistán.
| Llave A                                     | Llave B                                             | Llave C                                                      | Llave D                                                   |
| ------------------------------------------- | --------------------------------------------------- | ------------------------------------------------------------ | --------------------------------------------------------- |
| Japón China Irán Baréin Uzbekistán Jordania | Corea del Sur Irak Arabia Saudita Kuwait Catar Omán | Emiratos Árabes Unidos Siria Yemen Líbano Singapur Hong Kong | Palestina China Taipéi Pakistán Bangladés India Australia |

## Resultados

### Grupo A
| Pos. | Equipo         | Pts. | PJ | G | E | P | GF | GC | Dif. | Clasificación |
| ---- | -------------- | ---- | -- | - | - | - | -- | -- | ---- | ------------- |
| 1    | Japón          | 15   | 6  | 5 | 0 | 1 | 15 | 2  | +13  | Clasificados  |
| 2    | Arabia Saudita | 15   | 6  | 5 | 0 | 1 | 21 | 4  | +17  | Clasificados  |
| 3    | Yemen          | 6    | 6  | 2 | 0 | 4 | 5  | 13 | −8   |               |
| 4    | India          | 0    | 6  | 0 | 0 | 6 | 2  | 24 | −22  |               |

 Fuente: 
Notas:
1. 1 2  Enfrentamiento directo: Japón 3–2 Arabia Saudita

| 22-2-2006 19:20 JST | Japón                                                        | 6–0     | India | Yokohama International Stadium, Yokohama                 |                                                          |
|                     | Ono 32' · Maki 58' · Fukunishi 68' · Kubo 78' 90' · Satō 82' | Reporte |       | Asistencia: 38,025 espectadores Árbitro(s): Huang Junjie | Asistencia: 38,025 espectadores Árbitro(s): Huang Junjie |

| 22-2-2006 16:00 | Yemen | 0–4     | Arabia Saudita                             | Ali Mohsen Stadium, Sana'a                                                 |                                                                            |
|                 |       | Reporte | Al Sawailh 14' 89' · Al-Shalhoub 77' 90+2' | Asistencia: 55,000 espectadores Árbitro(s): Saad Kameel Al Fadhli (Kuwait) | Asistencia: 55,000 espectadores Árbitro(s): Saad Kameel Al Fadhli (Kuwait) |

| 1-3-2006 14:30 IST | India | 0–3     | Yemen                                                 | Ambedkar Stadium, New Delhi                             |                                                         |
|                    |       | Reporte | S. Abdullah 6' · Al-Hubaishi 43' · Al Nono 56' (pen.) | Asistencia: 8,000 espectadores Árbitro(s): Mohsen Torky | Asistencia: 8,000 espectadores Árbitro(s): Mohsen Torky |

| 16-8-2006 15:00 IST | India | 0–3     | Arabia Saudita        | Salt Lake Stadium, Calcuta                                 |                                                            |
|                     |       | Reporte | Al-Qahtani 2' 19' 50' | Asistencia: 10,000 espectadores Árbitro(s): Satop Tongkhan | Asistencia: 10,000 espectadores Árbitro(s): Satop Tongkhan |

| 16-8-2006 19:20 JST | Japón                | 2–0     | Yemen | Niigata Stadium, Niigata                                 |                                                          |
|                     | Abe 70' · Satō 90+1' | Reporte |       | Asistencia: 40,913 espectadores Árbitro(s): Lee Gi-Young | Asistencia: 40,913 espectadores Árbitro(s): Lee Gi-Young |

| 3-9-2006 20:30 | Arabia Saudita | 1–0     | Japón | Prince Abdullah Al-Faisal Stadium, Jeddah                  |                                                            |
|                | Bashir 73'     | Reporte |       | Asistencia: 15,000 espectadores Árbitro(s): Shamsul Maidin | Asistencia: 15,000 espectadores Árbitro(s): Shamsul Maidin |

| 6-9-2006 20:30 | Arabia Saudita                                                                     | 7–1     | India     | Prince Abdullah Al-Faisal Stadium, Jeddah                         |                                                                   |
|                | Bashir 30' 46' · Al Mahyani 33' · Ameen 57' · Al Hagbani 61' · Al Suwaileh 78' 86' | Reporte | Manju 22' | Asistencia: 3,000 espectadores Árbitro(s): Mohamed Omar Al Saeedi | Asistencia: 3,000 espectadores Árbitro(s): Mohamed Omar Al Saeedi |

| 6-9-2006 15:20 | Yemen | 0–1     | Japón      | Ali Mohsen Stadium, Sana'a                                               |                                                                          |
|                |       | Reporte | Ganaha 90' | Asistencia: 7,000 espectadores Árbitro(s): Mahmood Mohd Juma Al Ghatrifi | Asistencia: 7,000 espectadores Árbitro(s): Mahmood Mohd Juma Al Ghatrifi |

| 11-10-2006 17:40 IST | India | 0–3     | Japón                        | Sree Kanteerava Stadium, Bangalore |                          |
|                      |       | Reporte | Bando 23' 44' · Nakamura 83' | Árbitro(s): Chan Siu Kee           | Árbitro(s): Chan Siu Kee |

| 11-10-2006 22:15 | Arabia Saudita                                               | 5–0     | Yemen | Prince Abdullah Al-Faisal Stadium, Jeddah                       |                                                                 |
|                  | Bashir 22' · Ameen 27' · Fallatah 65' · Al Mahyani 68' 90+2' | Reporte |       | Asistencia: 1,500 espectadores Árbitro(s): Ala Abdul Kadir Nema | Asistencia: 1,500 espectadores Árbitro(s): Ala Abdul Kadir Nema |

| 15-11-2006 19:00 JST | Japón                      | 3–1     | Arabia Saudita        | Sapporo Dome, Sapporo                                   |                                                         |
|                      | Tulio 20' · Ganaha 29' 49' | Reporte | Al-Qahtani 33' (pen.) | Asistencia: 40,965 espectadores Árbitro(s): Mark Shield | Asistencia: 40,965 espectadores Árbitro(s): Mark Shield |

| 15-11-2006 16:00 | Yemen                       | 2–1     | India       | Ali Mohsen Stadium, Saná                                   |                                                            |
|                  | Al-Haggam 60' · Al-Nono 82' | Reporte | Pradeep 52' | Asistencia: 5,500 espectadores Árbitro(s): Hassan Marshoud | Asistencia: 5,500 espectadores Árbitro(s): Hassan Marshoud |

### Grupo B
| Pos. | Equipo        | Pts. | PJ | G | E | P | GF | GC | Dif. | Clasificación |
| ---- | ------------- | ---- | -- | - | - | - | -- | -- | ---- | ------------- |
| 1    | Irán          | 14   | 6  | 4 | 2 | 0 | 12 | 2  | +10  | Clasificados  |
| 2    | Corea del Sur | 11   | 6  | 3 | 2 | 1 | 15 | 5  | +10  | Clasificados  |
| 3    | Siria         | 8    | 6  | 2 | 2 | 2 | 10 | 6  | +4   |               |
| 4    | China Taipéi  | 0    | 6  | 0 | 0 | 6 | 0  | 24 | −24  |               |

 Fuente: 
| 22-2-2006 15:30 IRST | Irán                                         | 4–0     | China Taipéi | Azadi Stadium, Tehran                                           |                                                                 |
|                      | Teymourian 35' · Madanchi 47' 60' · Daei 82' | Reporte |              | Asistencia: 5,000 espectadores Árbitro(s): Ala Abdul Kadir Nema | Asistencia: 5,000 espectadores Árbitro(s): Ala Abdul Kadir Nema |

| 22-2-2006 14:00 | Siria         | 1–2     | Corea del Sur                     | Al-Hamadaniah Stadium, Aleppo                              |                                                            |
|                 | Al Khatib 49' | Reporte | Kim Do-heon 5' · Lee Chun-soo 50' | Asistencia: 35,000 espectadores Árbitro(s): Shamsul Maidin | Asistencia: 35,000 espectadores Árbitro(s): Shamsul Maidin |

| 1-3-2006 18:00 CST | China Taipéi | 0–4     | Siria                                           | Chungshan Soccer Stadium, Taipéi                  |                                                   |
|                    |              | Reporte | Chabbo 29' 58' · Al Hussain 45' · Al Khatib 64' | Asistencia: 700 espectadores Árbitro(s): O il Son | Asistencia: 700 espectadores Árbitro(s): O il Son |

| 16-8-2006 18:00 CST | China Taipéi | 0–3     | Corea del Sur                                          | Chungshan Soccer Stadium, Taipéi                          |                                                           |
|                     |              | Reporte | Ahn Jung-hwan 31' · Jung Jo-gook 53' · Kim Do-heon 80' | Asistencia: 1,300 espectadores Árbitro(s): Subrata Sarkar | Asistencia: 1,300 espectadores Árbitro(s): Subrata Sarkar |

| 16-8-2006 18:00 IRST | Irán         | 1–1     | Siria      | Azadi Stadium, Tehran                                       |                                                             |
|                      | Nekounam 71' | Reporte | Chaabo 88' | Asistencia: 40,000 espectadores Árbitro(s): Ravshan Irmatov | Asistencia: 40,000 espectadores Árbitro(s): Ravshan Irmatov |

| 2-9-2006 20:00 KST | Corea del Sur     | 1–1     | Irán          | Seoul World Cup Stadium, Seoul                             |                                                            |
|                    | Seol Ki-hyeon 45' | Reporte | Hashemian 90' | Asistencia: 60,000 espectadores Árbitro(s): Matthew Breeze | Asistencia: 60,000 espectadores Árbitro(s): Matthew Breeze |

| 6-9-2006 20:00 KST | Corea del Sur                                                                          | 8–0     | China Taipéi | Suwon World Cup Stadium, Suwon                                                       |                                                                                      |
|                    | Seol Ki-hyeon 3' 52' · Jung Jo-gook 4' 45' 88' · Cho Jae-jin 19' 82' · Kim Do-heon 77' | Reporte |              | Asistencia: 21,000 espectadores Árbitro(s): Chandrasiri Deshapriya Arambakade Gedara | Asistencia: 21,000 espectadores Árbitro(s): Chandrasiri Deshapriya Arambakade Gedara |

| 6-9-2006 19:00 | Siria | 0–2     | Irán                       | Al−Abbasiyyin Stadium, Damasco                                 |                                                                |
|                |       | Reporte | Nosrati 20' · Nekounam 56' | Asistencia: 10,000 espectadores Árbitro(s): Kazuhiko Matsumura | Asistencia: 10,000 espectadores Árbitro(s): Kazuhiko Matsumura |

| 11-10-2006 18:00 CST | China Taipéi | 0–2     | Irán           | Taipei Municipal Stadium, Taipéi                                    |                                                                     |
|                      |              | Reporte | Karimi 10' 56' | Asistencia: 2,000 espectadores Árbitro(s): Tayeb Hasan Shamsuzzaman | Asistencia: 2,000 espectadores Árbitro(s): Tayeb Hasan Shamsuzzaman |

| 11-10-2006 20:00 KST | Corea del Sur  | 1–1     | Siria        | Seoul World Cup Stadium, Seoul                              |                                                             |
|                      | Cho Jae-jin 9' | Reporte | Al Sayed 18' | Asistencia: 25,000 espectadores Árbitro(s): Chaiwat Kunsuta | Asistencia: 25,000 espectadores Árbitro(s): Chaiwat Kunsuta |

| 15-11-2006 15:30 IRST | Irán                       | 2–0     | Corea del Sur | Azadi Stadium, Tehran                                           |                                                                 |
|                       | Enayati 48' · Badamaki 90' | Reporte |               | Asistencia: 30,000 espectadores Árbitro(s): Abdulhameed Ebrahim | Asistencia: 30,000 espectadores Árbitro(s): Abdulhameed Ebrahim |

| 15-11-2006 14:00 | Siria                            | 3–0      | China Taipéi | Al−Abbasiyyin Stadium, Damasco                                |                                                               |
|                  | Al Jaban 51' · Al Khatib 62' 79' | [Reporte |              | Asistencia: 1,000 espectadores Árbitro(s): Abdullah Al Hilali | Asistencia: 1,000 espectadores Árbitro(s): Abdullah Al Hilali |

### Grupo C
| Pos. | Equipo                 | Pts. | PJ | G | E | P | GF | GC | Dif. | Clasificación |
| ---- | ---------------------- | ---- | -- | - | - | - | -- | -- | ---- | ------------- |
| 1    | Emiratos Árabes Unidos | 13   | 6  | 4 | 1 | 1 | 11 | 6  | +5   | Clasificados  |
| 2    | Omán                   | 12   | 6  | 4 | 0 | 2 | 14 | 6  | +8   | Clasificados  |
| 3    | Jordania               | 10   | 6  | 3 | 1 | 2 | 10 | 5  | +5   |               |
| 4    | Pakistán               | 0    | 6  | 0 | 0 | 6 | 4  | 22 | −18  |               |

 Fuente: 
| 22-2-2006 18:00 | Jordania                                         | 3–0     | Pakistán | International Stadium, Amán                             |                                                         |
|                 | Aqel 30' (pen.) · Shelbaieh 38' · Al-Shagran 41' | Reporte |          | Asistencia: 5,000 espectadores Árbitro(s): Muhsen Basma | Asistencia: 5,000 espectadores Árbitro(s): Muhsen Basma |

| 22-2-2006 19:00 | Emiratos Árabes Unidos | 1–0     | Omán | Al-Maktoum Stadium, Dubái                                            |                                                                      |
|                 | Matar 15'              | Reporte |      | Asistencia: 15,000 espectadores Árbitro(s): Khalil Ibrahim Al Ghamdi | Asistencia: 15,000 espectadores Árbitro(s): Khalil Ibrahim Al Ghamdi |

| 1-3-2006 19:00 | Omán                                | 3–0     | Jordania | Royal Oman Police Stadium, Mascate                          |                                                             |
|                | Saleh 7' · Sulaiman 18' · Zaher 54' | Reporte |          | Asistencia: 11,000 espectadores Árbitro(s): Ravshan Irmatov | Asistencia: 11,000 espectadores Árbitro(s): Ravshan Irmatov |

| 1-3-2006 21:00 | Pakistán | 1–4     | Emiratos Árabes Unidos                         | National Stadium, Karachi, Karachi                         |                                                            |
|                | Essa 60' | Reporte | Qassim 68' · Matar 78' · Saad 81' · Al Kas 88' | Asistencia: 10,000 espectadores Árbitro(s): Satop Tongkhan | Asistencia: 10,000 espectadores Árbitro(s): Satop Tongkhan |

| 16-8-2006 19:00 | Pakistán        | 1–4     | Omán                                                    | Jinnah Sports Stadium, Islamabad                        |                                                         |
|                 | Essa 79' (pen.) | Reporte | Al-Maimani 15' (pen.) 35' · Al Hosni 27' · Sulaiman 90' | Asistencia: 4,000 espectadores Árbitro(s): Mohsen Torky | Asistencia: 4,000 espectadores Árbitro(s): Mohsen Torky |

| 16-8-2006 20:00 | Jordania       | 1–2     | Emiratos Árabes Unidos | International Stadium, Amán                                        |                                                                    |
|                 | Ra'fat Ali 88' | Reporte | Omer 52' · Khater 67'  | Asistencia: 18,000 espectadores Árbitro(s): Naser Rashed Al Hamdan | Asistencia: 18,000 espectadores Árbitro(s): Naser Rashed Al Hamdan |

| 6-9-2006 19:15 | Emiratos Árabes Unidos | 0–0     | Jordania | Maktoum Bin Rashid Al Maktoum Stadium, Dubái                     |                                                                  |
|                |                        | Reporte |          | Asistencia: 9,000 espectadores Árbitro(s): Saad Kameel Al Fadhli | Asistencia: 9,000 espectadores Árbitro(s): Saad Kameel Al Fadhli |

| 6-9-2006 20:00 | Omán                                                       | 5–0     | Pakistán | Sultan Qaboos Sports Complex, Mascate                            |                                                                  |
|                | Al Hosni 7' · Bashir 35' 85' · Sulaiman 45' · Al-Touqi 88' | Reporte |          | Asistencia: 10,000 espectadores Árbitro(s): Ala Abdul Kadir Nema | Asistencia: 10,000 espectadores Árbitro(s): Ala Abdul Kadir Nema |

| 11-10-2006 21:00 | Pakistán | 0–3     | Jordania                                                      | Punjab Stadium, Lahore                                    |                                                           |
|                  |          | Reporte | Abdel-Hadi Al-Maharmeh 16' · Ra'fat Ali 37' · Khaled Saad 85' | Asistencia: 4,000 espectadores Árbitro(s): Dilovar Orzuev | Asistencia: 4,000 espectadores Árbitro(s): Dilovar Orzuev |

| 11-10-2006 22:00 | Omán                        | 2–1     | Emiratos Árabes Unidos | Sultan Qaboos Sports Complex, Mascate                    |                                                          |
|                  | Mudhafar 24' · Sulaiman 28' | Reporte | Omer 57'               | Asistencia: 28,000 espectadores Árbitro(s): Huang Junjie | Asistencia: 28,000 espectadores Árbitro(s): Huang Junjie |

| 15-11-2006 17:00 | Jordania                                       | 3–0     | Omán | International Stadium, Amán                            |                                                        |
|                  | Amer Deeb 80' · Ra'fat Ali 84' · Al-Sheikh 90' | Reporte |      | Asistencia: 3,000 espectadores Árbitro(s): Talaat Najm | Asistencia: 3,000 espectadores Árbitro(s): Talaat Najm |

| 15-11-2006 18:15 | Emiratos Árabes Unidos   | 3–2     | Pakistán              | Al Jazira Mohammed Bin Zayed Stadium, Abu Dhabi           |                                                           |
|                  | Abbas 54' · Omer 58' 73' | Reporte | Akram 23' · Ahmed 67' | Asistencia: 6,000 espectadores Árbitro(s): Subrata Sarkar | Asistencia: 6,000 espectadores Árbitro(s): Subrata Sarkar |

### Grupo D
| Pos. | Equipo    | Pts. | PJ | G | E | P | GF | GC | Dif. | Clasificación |
| ---- | --------- | ---- | -- | - | - | - | -- | -- | ---- | ------------- |
| 1    | Australia | 9    | 4  | 3 | 0 | 1 | 7  | 3  | +4   | Clasificados  |
| 2    | Baréin    | 4    | 4  | 1 | 1 | 2 | 3  | 6  | −3   | Clasificados  |
| 3    | Kuwait    | 4    | 4  | 1 | 1 | 2 | 3  | 4  | −1   |               |
| 4    | Líbano    | 0    | 0  | 0 | 0 | 0 | 0  | 0  | 0    |               |

 Fuente: 
Notas:
1. 1 2  Enfrentamiento directo: Baréin 2 - 1 Kuwait.

| 22-2-2006 18:35 | Baréin  | 1–3     | Australia                                    | Bahrain National Stadium, Manama                                  |                                                                   |
|                 | Ali 35' | Reporte | Thompson 53' · Skoko 79' · Elrich 87' (pen.) | Asistencia: 2,500 espectadores Árbitro(s): Subkhiddin Mohd Salleh | Asistencia: 2,500 espectadores Árbitro(s): Subkhiddin Mohd Salleh |

| 22-2-2006 19:00 | Líbano             | 1–1 Anulado1 | Kuwait          | Beirut Municipal Stadium, Beirut                         |                                                          |
| | A. Nasseredine 70' | Reporte      | F. Al Hamad 25' | Asistencia: 8,000 espectadores Árbitro(s): Salem Mujghef | Asistencia: 8,000 espectadores Árbitro(s): Salem Mujghef |
| El 1 de agosto de 2006 se anunció que la AFC aceptó el abandono solicitado por la Federación Libanesa de Fútbol debido a conflicto de Líbano con Israel. El resultado del partido Líbano-Kuwait del 22 de febrero de 2006 fue declarado nulo y no contó para la clasificación final. |                    |              |                 |                                                          |                                                          |

| 1-3-2006 18:15 | Kuwait | 0–0     | Baréin | National Stadium, Kuwait City                             |                                                           |
|                |        | Reporte |        | Asistencia: 16,000 espectadores Árbitro(s): Masoud Moradi | Asistencia: 16,000 espectadores Árbitro(s): Masoud Moradi |

| 16-8-2006 19:30 | Australia                | 2–0     | Kuwait | Aussie Stadium, Sídney                                   |                                                          |
|                 | Dodd 75' · Petrovski 86' | Reporte |        | Asistencia: 32,622 espectadores Árbitro(s): Huang Junjie | Asistencia: 32,622 espectadores Árbitro(s): Huang Junjie |

| 6-9-2006 20:30 | Kuwait                         | 2–0     | Australia | National Stadium, Kuwait City                            |                                                          |
|                | Al Mutairi 56' · Al-Mutawa 59' | Reporte |           | Asistencia: 8,000 espectadores Árbitro(s): Toru Kamikawa | Asistencia: 8,000 espectadores Árbitro(s): Toru Kamikawa |

| 11-10-2006 19:30 | Australia                  | 2–0     | Baréin | Aussie Stadium, Sídney                                                     |                                                                            |
|                  | Aloisi 17' · Bresciano 24' | Reporte |        | Asistencia: 36,606 espectadores Árbitro(s): Fareed Ali Mohamed Al Marzouqi | Asistencia: 36,606 espectadores Árbitro(s): Fareed Ali Mohamed Al Marzouqi |

| 15-11-2006 18:00 | Baréin                          | 2–1     | Kuwait     | Bahrain National Stadium, Manama                           |                                                            |
|                  | Yousef 35' (pen.) · Ghuloom 43' | Reporte | Laheeb 70' | Asistencia: 20,000 espectadores Árbitro(s): Kwon Jong-Chul | Asistencia: 20,000 espectadores Árbitro(s): Kwon Jong-Chul |

### Grupo E
| Pos. | Equipo    | Pts. | PJ | G | E | P | GF | GC | Dif. | Clasificación |
| ---- | --------- | ---- | -- | - | - | - | -- | -- | ---- | ------------- |
| 1    | Irak      | 11   | 6  | 3 | 2 | 1 | 12 | 8  | +4   | Clasificados  |
| 2    | China     | 11   | 6  | 3 | 2 | 1 | 7  | 3  | +4   | Clasificados  |
| 3    | Singapur  | 4    | 5  | 1 | 1 | 3 | 4  | 6  | −2   |               |
| 4    | Palestina | 4    | 5  | 1 | 1 | 3 | 3  | 9  | −6   |               |

 Fuente: 
Notas:
1. 1 2  Enfrentamiento directo: Irak 3 - 2 China.

| 22-2-2006 19:30 CST | China                       | 2–0     | Palestina | Guangzhou Tianhe Sports Centre, Guangzhou                  |                                                            |
|                     | Du Wei 23' · Li Weifeng 62' | Reporte |           | Asistencia: 16,500 espectadores Árbitro(s): Kwon Jong-Chul | Asistencia: 16,500 espectadores Árbitro(s): Kwon Jong-Chul |

| 22-2-2006 19:30 SST | Singapur                 | 2–0     | Irak | Singapore National Stadium, Singapur                    |                                                         |
|                     | Amri 24' · Alam Shah 83' | Reporte |      | Asistencia: 10,221 espectadores Árbitro(s): Mark Shield | Asistencia: 10,221 espectadores Árbitro(s): Mark Shield |

| 1-3-2006 16:00 | Palestina | 1–0     | Singapur | King Abdullah Stadium, Amman, Jordania 2                      |                                                               |
|                | Attal 75' | Reporte |          | Asistencia: 1,000 espectadores Árbitro(s): Abdullah Al Hilali | Asistencia: 1,000 espectadores Árbitro(s): Abdullah Al Hilali |

| 1-3-2006 16:00 | Irak                           | 2–1     | China       | Khalifa Bin Zayed Stadium, Al Ayn, Emiratos Árabes Unidos1        |                                                                   |
|                | Karim 16' · Mulla Mohammed 67' | Reporte | Tao Wei 54' | Asistencia: 7,700 espectadores Árbitro(s): Mohamed Omar Al Saeedi | Asistencia: 7,700 espectadores Árbitro(s): Mohamed Omar Al Saeedi |

| 16-8-2006 20:00 CST | China                   | 1–0     | Singapur | TEDA Football Stadium, Tianjin                                  |                                                                 |
|                     | Shao Jiayi 90+5' (pen.) | Reporte |          | Asistencia: 27,000 espectadores Árbitro(s): Abdulhameed Ebrahim | Asistencia: 27,000 espectadores Árbitro(s): Abdulhameed Ebrahim |

| 17-8-2006 20:00 | Palestina | 0–3     | Irak                         | King Abdullah Stadium, Amman, Jordania 2                |                                                         |
|                 |           | Reporte | Mahmoud 59' 62' · Nasser 90' | Asistencia: 5,000 espectadores Árbitro(s): Muhsen Basma | Asistencia: 5,000 espectadores Árbitro(s): Muhsen Basma |

| 6-9-2006 19:30 SST | Singapur | 0–0     | China | Singapore National Stadium, Singapur                                 |                                                                      |
|                    |          | Reporte |       | Asistencia: 39,000 espectadores Árbitro(s): Tayeb Hasan Shamsuzzaman | Asistencia: 39,000 espectadores Árbitro(s): Tayeb Hasan Shamsuzzaman |

| 6-9-2006 20:30 | Irak                           | 2–2     | Palestina               | Khalifa Bin Zayed Stadium, Al Ayn, Emiratos Árabes Unidos 1 |                                                          |
|                | Sadir 70' · Mulla Mohammed 75' | Reporte | Amer 13' · Al Amour 78' | Asistencia: 1,000 espectadores Árbitro(s): Salem Mujghef    | Asistencia: 1,000 espectadores Árbitro(s): Salem Mujghef |

| 11-10-2006 21:30 | Irak                                               | 4–2     | Singapur                | Khalifa Bin Zayed Stadium, Al Ayn, Emiratos Árabes Unidos 1 |                                                          |
|                  | Mahmoud 35' 68' · Karim 60' · Mulla Mohammed 90+3' | Reporte | Goncalves 9' · Amri 62' | Asistencia: 3,000 espectadores Árbitro(s): Mamed Mamedov    | Asistencia: 3,000 espectadores Árbitro(s): Mamed Mamedov |

| 11-10-2006 22:00 | Palestina | 0–2     | China                            | King Abdullah Stadium, Amán, Jordania 2                          |                                                                  |
|                  |           | Reporte | Mao Jianqing 27' · Sun Xiang 65' | Asistencia: 3,000 espectadores Árbitro(s): Saad Kameel Al Fadhli | Asistencia: 3,000 espectadores Árbitro(s): Saad Kameel Al Fadhli |

| 15-11-2006 19:30 CST | China        | 1–1     | Irak      | Helong Stadium, Changsha                                      |                                                               |
|                      | Han Peng 40' | Reporte | Salah 65' | Asistencia: 0 espectadores Árbitro(s): Subkhiddin Mohd Salleh | Asistencia: 0 espectadores Árbitro(s): Subkhiddin Mohd Salleh |

| 15-11-2006 19:30 SST | Singapur | Cancelado | Palestina | Jalan Besar Stadium, Singapur |  |
|                      |          | Reporte   |           |                               |  |

1 Irak jugó sus partidos de local en Al Ayn, Emiratos Árabes Unidos.
2 Palestina jugó sus partidos de local en Amán, Jordania.

### Grupo F
| Pos. | Equipo     | Pts. | PJ | G | E | P | GF | GC | Dif. | Clasificación |
| ---- | ---------- | ---- | -- | - | - | - | -- | -- | ---- | ------------- |
| 1    | Qatar      | 15   | 6  | 5 | 0 | 1 | 14 | 4  | +10  | Clasificados  |
| 2    | Uzbekistán | 11   | 6  | 3 | 2 | 1 | 14 | 4  | +10  | Clasificados  |
| 3    | Hong Kong  | 8    | 6  | 2 | 2 | 2 | 5  | 7  | −2   |               |
| 4    | Bangladesh | 0    | 6  | 0 | 0 | 6 | 1  | 19 | −18  |               |

 Fuente: 
| 22-2-2006 16:00 | Uzbekistán                                          | 5–0     | Bangladés | Pakhtakor Stadium, Taskent                                      |                                                                 |
|                 | Geynrikh 10' 52' · Djeparov 24' · Shatskikh 34' 84' | Reporte |           | Asistencia: 12,000 espectadores Árbitro(s): Abdulhameed Ebrahim | Asistencia: 12,000 espectadores Árbitro(s): Abdulhameed Ebrahim |

| 22-2-2006 20:00 CST | Hong Kong | 0–3     | Catar                                      | Hong Kong Stadium, Hong Kong                                |                                                             |
|                     |           | Reporte | Yasser 11' · Bechir 44' · M. Mohamed 90+5' | Asistencia: 1,806 espectadores Árbitro(s): Yuichi Nishimura | Asistencia: 1,806 espectadores Árbitro(s): Yuichi Nishimura |

| 1-3-2006 16:00 | Bangladés | 0–1     | Hong Kong       | Bangabandhu National Stadium, Dhaka                       |                                                           |
|                |           | Reporte | Chan Siu Ki 82' | Asistencia: 1,000 espectadores Árbitro(s): Subrata Sarkar | Asistencia: 1,000 espectadores Árbitro(s): Subrata Sarkar |

| 1-3-2006 20:00 | Catar                      | 2–1     | Uzbekistán             | Jassim Bin Hamad Stadium, Doha                        |                                                       |
|                | Adel Lamy 45' · Nasser 49' | Reporte | B. Mohammed 20' (a.g.) | Asistencia: 7,000 espectadores Árbitro(s): Sun Baojie | Asistencia: 7,000 espectadores Árbitro(s): Sun Baojie |

| 16-8-2006 16:00 | Bangladés | 1–4     | Catar                                             | Estadio M. A. Aziz, Chittagong                               |                                                              |
|                 | Arman 23' | Reporte | Rizik 7' (pen.) · Adel Lamy 36' · Ibrahim 38' 74' | Asistencia: 7,000 espectadores Árbitro(s): Mukhtar Al Yarimi | Asistencia: 7,000 espectadores Árbitro(s): Mukhtar Al Yarimi |

| 16-8-2006 19:00 | Uzbekistán                 | 2–2     | Hong Kong               | Pakhtakor Markaziy Stadium, Taskent                      |                                                          |
|                 | Soliev 18' · Shatskikh 35' | Reporte | Sham Kwok Keung 66' 87' | Asistencia: 15,000 espectadores Árbitro(s): Qasem Shaban | Asistencia: 15,000 espectadores Árbitro(s): Qasem Shaban |

| 6-9-2006 19:00 CST | Hong Kong | 0–0     | Uzbekistán | Hong Kong Stadium, Hong Kong                            |                                                         |
|                    |           | Reporte |            | Asistencia: 7,608 espectadores Árbitro(s): Lee Gi-Young | Asistencia: 7,608 espectadores Árbitro(s): Lee Gi-Young |

| 6-9-2006 20:00 | Catar                                     | 3–0     | Bangladés | Al Gharafa Stadium, Doha                             |                                                      |
|                | Yasser 25' · Adel Lamy 30' · Shammari 52' | Reporte |           | Asistencia: 500 espectadores Árbitro(s): Talaat Najm | Asistencia: 500 espectadores Árbitro(s): Talaat Najm |

| 11-10-2006 15:00 | Bangladés | 0–4     | Uzbekistán                                                       | Bangladesh Army Stadium, Chittagong              |                                                  |
|                  |           | Reporte | Zeytulaev 11' · Bakaev 18' · Djeparov 22' · Shatskikh 39' (pen.) | Asistencia: 120 espectadores Árbitro(s): Tan Hai | Asistencia: 120 espectadores Árbitro(s): Tan Hai |

| 11-10-2006 21:00 | Catar                        | 2–0     | Hong Kong | Al Gharrafa Stadium, Doha                                 |                                                           |
|                  | B. Mohammed 43' · Yasser 53' | Reporte |           | Asistencia: 1,000 espectadores Árbitro(s): Mohammed Kousa | Asistencia: 1,000 espectadores Árbitro(s): Mohammed Kousa |

| 15-11-2006 20:00 CST | Hong Kong                  | 2–0     | Bangladés | Mong Kok Stadium, Kowloon                               |                                                         |
|                      | Ambassa Guy 43' 74' (pen.) | Reporte |           | Asistencia: 1,273 espectadores Árbitro(s): Kim Dong-Jin | Asistencia: 1,273 espectadores Árbitro(s): Kim Dong-Jin |

| 15-11-2006 16:00 | Uzbekistán                   | 2–0     | Catar | Pakhtakor Markaziy Stadium, Taskent                                |                                                                    |
|                  | Koshelev 31' · Zeytulaev 52' | Reporte |       | Asistencia: 14,000 espectadores Árbitro(s): Mohamed Omar Al Saeedi | Asistencia: 14,000 espectadores Árbitro(s): Mohamed Omar Al Saeedi |

## Equipos clasificados
| Bandera de Arabia Saudita. | Bandera de Australia. |        |                     | Bandera de China. |                       | Bandera de Emiratos Árabes Unidos. |                     |
| Arabia Saudita             | Australia             | Baréin | Catar               | China             | Corea del Sur         | Emiratos Árabes Unidos             | Indonesia           |
| Bandera de Irán.           | Bandera de Iraq.      |        | Bandera de Malasia. | Bandera de Omán.  | Bandera de Tailandia. | Bandera de Uzbekistán.             | Bandera de Vietnam. |
| Irán                       | Irak                  | Japón  | Malasia             | Omán              | Tailandia             | Uzbekistán                         | Vietnam             |
| -------------------------- | --------------------- | ------ | ------------------- | ----------------- | --------------------- | ---------------------------------- | ------------------- |

## Goleadores
4 goles
- Yasser Al-Qahtani

3 goles
- Kazuki Ganaha
- Saleh Bashir
- Essa Al Mahyani

2 goles
- Hisato Satō
- Ryūji Bando
- Mohammad Al-Shalhoub
- Al Suwaileh
- Al Sawailh
- Mohamed Amin Didi
- Ali Al-Nono
- Mehrzad Madanchi
- Javad Nekounam
- Ali Karimi

1 gol
- Firaj Mahmud
- Shinji Ono
- Seiichiro Maki
- Takashi Fukunishi
- Tatsuhiko Kubo
- Yuki Abe
- Kengo Nakamura
- Marcus Tulio Tanaka
- N.S. Manju
- Al Hagbani
- Hassan Muath Fallatah
- Saleem Abdullah
- Fekri Al-Hubaishi
- Al-Haggam
- Andranik Teymourian
- Ali Daei
- Vahid Hashemian
- Mohammad Nosrati
- Reza Enayati
- Hossein Badamaki